# Serie B 1989-1990 (calcio femminile)
L'edizione 1989-1990 è stata la ventunesima edizione del campionato di Serie B femminile italiana di calcio.

## Stagione

### Novità
Il Pordenone Friulvini e il Monteforte Irpino sono stati successivamente ammessi in Serie A a completamento organici.
Variazioni prima dell'inizio del campionato:
cambio di denominazione e sede:
- da "C.U.S. Sassari" a "S.S. Woman Sassari" di Sassari,
- da "A.Pol. Dinamo Faenza" ad "A.C. Zama Moda Dinamo Faenza" di Faenza,
- da "U.S.C. Rossiglionese" a "U.S.C.F. Rossiglionese" di Rossiglione,
- da "A.C.F. Spinaceto VIII" ad "A.C.F. Spinaceto VIII Graf 3" di Roma;

hanno rinunciato al campionato di Serie B (inattive):
- "A.C.F. Ascoli Barbagrigia" di Ascoli Piceno (14ª in Serie A),
- "A.C.F. Aquile Palermo" di Palermo (promossa dalla Serie C siciliana) chiede l'iscrizione in Serie C, ma non si iscrive,
- "A.S. Bolzaninaledrense" di Molina di Ledro (8ª nel girone A della Serie B) chiede l'iscrizione in Serie C, ma non si iscrive,
- "A.S. Borussia Torre Gaia" di Torre Gaia (promossa dalla Serie C laziale) non rinnova l'iscrizione,
- "U.S. Cavese C.F." di Cava de' Tirreni (5ª nel girone C della Serie B) non rinnova l'iscrizione,
- "A.C.F. Chiavari" di Chiavari (7ª nel girone B della Serie B) non rinnova l'iscrizione,
- "A.C.F. Siena" di Siena (promossa dalla Serie C toscana) non rinnova l'iscrizione,
- "A.C.F. Tiggiano" di Tiggiano (4a nel girone C della Serie B) non rinnova l'iscrizione.

hanno rinunciato al campionato di Serie B per iscriversi alla Serie C Regionale:
- "A.C.F. Chiavari" di Chiavari (7ª nel girone B della Serie B),
- "A.C.F. Mariano Comense" di Mariano Comense (promossa dalla Serie C lombarda);

società non aventi diritto ammesse in Serie B:
- "A.C.F. Ambrosiana" di Milano (dalla Serie C lombarda),
- "A.C.F. Perugia" di Perugia (dalla Serie C umbra),
- "A.C.F. Salernitana Montella Domus" di Salerno (9ª nel girone C della Serie B e retrocessa in Serie C Regionale),
- "G.S.F. Spezia C.F." de La Spezia (10ª nel girone B della Serie B e retrocessa in Serie C Regionale),
- "A.C.F. Spinettese" di Spinetta Marengo (9ª nel girone A della Serie B e retrocessa in Serie C Regionale),
- "A.C.F. Trani '80" di Trani (dalla Serie C pugliese) ma in seguito rinuncia alla Serie B e al suo posto viene ammessa l'"A.S.C.F. Real Frattese".

### Formula
Vi hanno partecipato 28 squadre divise in due gironi. La prima classificata di ognuno dei due gironi viene promossa in Serie A, mentre la terza squadra promossa è stata determinata da uno spareggio in campo neutro tra le seconde classificate. Le ultime tre classificate di ciascun girone vengono retrocesse nei rispettivi campionati regionale di Serie C.

## Girone A

### Squadre partecipanti
| Club                                 | Città                   | Stagione 1988-1989                         |
| ------------------------------------ | ----------------------- | ------------------------------------------ |
| A.C.F. Ambrosiana                    | Milano                  | in Serie C Lombardia                       |
| A.C.F. Atletic Moncalieri            | Moncalieri              | 7º posto in Serie B/A                      |
| C.S.R. Azalee                        | Gallarate               | 3º posto in Serie B/A                      |
| A.C.F. Derthona Valmacca             | Tortona                 | 4º posto in Serie B/A                      |
| A.C.F. Zama Moda Dinamo Faenza       | Faenza                  | 1º posto in Serie C Emilia Romagna         |
| G.E.A.S. Sez. C.F.                   | Sesto San Giovanni      | 6º posto in Serie B/A                      |
| A.S. Goriziana                       | Gorizia                 | 1º posto in Serie C Friuli-Venezia Giulia  |
| F.C.F. Juventus                      | Torino                  | 1º posto in Serie C Piemonte-Valle d'Aosta |
| A.C.F. Lugo                          | Lugo                    | 2º posto in Serie B/B                      |
| A.S.F. Peschiera                     | San Benedetto di Lugana | 5º posto in Serie B/A                      |
| U.S.C.F. Rossiglionese               | Rossiglione             | 1º posto in Serie C Liguria                |
| A.C.F. Sant'Alessio S.A.M.P.I. Lucca | Lucca                   | 3º posto in Serie B/B                      |
| A.C.F. Spinettese                    | Spinetta Marengo        | 9º posto in Serie B/A                      |
| S.S. Woman Sassari                   | Sassari                 | 1º posto in Serie C Sardegna               |

### Classifica finale
|  | Pos. | Squadra                            | Pt | G  | V  | N  | P  | GF | GS | DR  |
|  | ---- | ---------------------------------- | -- | -- | -- | -- | -- | -- | -- | --- |
|  | 1.   | Woman Sassari                      | 40 | 26 | 18 | 4  | 4  | 64 | 33 | +31 |
|  | 2.   | Derthona Valmacca                  | 37 | 26 | 15 | 7  | 4  | 51 | 34 | +17 |
|  | 3.   | Lugo                               | 35 | 26 | 15 | 5  | 6  | 62 | 34 | +28 |
|  | 3.   | G.E.A.S.                           | 35 | 26 | 15 | 5  | 6  | 45 | 28 | +17 |
|  | 5.   | Azalee                             | 33 | 26 | 12 | 9  | 5  | 59 | 37 | +22 |
|  | 6.   | FCF Juventus                       | 32 | 26 | 13 | 6  | 7  | 49 | 35 | +14 |
|  | 7.   | Atletic Moncalieri                 | 31 | 26 | 14 | 3  | 9  | 44 | 26 | +18 |
|  | 8.   | Goriziana                          | 24 | 26 | 7  | 10 | 9  | 38 | 39 | -1  |
|  | 9.   | Sant'Alessio S.A.M.P.I. Lucca (-1) | 23 | 26 | 9  | 6  | 11 | 37 | 45 | -8  |
|  | 10.  | Zama Moda Dinamo Faenza            | 21 | 26 | 8  | 5  | 13 | 28 | 51 | -23 |
|  | 11.  | Spinettese                         | 18 | 26 | 5  | 8  | 13 | 25 | 40 | -15 |
|  | 12.  | Ambrosiana                         | 18 | 26 | 6  | 6  | 14 | 21 | 38 | -17 |
|  | 13.  | Rossiglionese                      | 8  | 26 | 2  | 4  | 20 | 19 | 60 | -41 |
|  | 14.  | Peschiera                          | 8  | 26 | 1  | 6  | 19 | 28 | 70 | -42 |

Legenda:
      Promossa in Serie A
 Ammessa al play-off promozione
      Retrocessa in Serie C
Note:
Due punti a vittoria, uno a pareggio, zero a sconfitta.
Il Sant'Alessio S.A.M.P.I. Lucca ha scontato 1 punto di penalizzazione per una rinuncia.
L'Ambrosiana è stata successivamente riammessa in Serie B 1990-1991 a completamento organici.

## Girone B

### Squadre partecipanti
| Club                              | Città              | Stagione 1988-1989         |
| --------------------------------- | ------------------ | -------------------------- |
| Arezzo C.F.                       | Arezzo             | 4º posto in Serie B/B      |
| A.C.F. Artglass Senigallia        | Senigallia         | 6º posto in Serie B/B      |
| S.S. Fiamma Bari                  | Bari               | 1º posto in Serie C Puglia |
| A.S. Fiamma Roma                  | Roma               | 7º posto in Serie B/C      |
| A.S. Futura Ciampino              | Ciampino           | 6º posto in Serie B/C      |
| A.C.F. Gravina Catania            | Gravina di Catania | 15º posto in Serie A       |
| A.C.F. Perugia                    | Perugia            | in Serie C Umbra           |
| A.C.F. Pistoiese                  | Pistoia            | 8º posto in Serie B/B      |
| A.C.F. Porto Sant'Elpidio         | Porto Sant'Elpidio | 1º posto in Serie C Marche |
| A.C.F. Prato Sport                | Prato              | 4º posto in Serie B/B      |
| A.S.C.F. Real Frattese            | Frattamaggiore     | in Serie C Campania        |
| A.C.F. Salernitana Montella Domus | Salerno            | 8º posto in Serie B/C      |
| G.S.F. Spezia                     | La Spezia          | 10º posto in Serie B/B     |
| A.C.F. Spinaceto VIII Graf 3      | Roma               | 3º posto in Serie B/C      |

### Classifica finale
|  | Pos. | Squadra                    | Pt | G  | V  | N  | P  | GF | GS | DR  |
|  | ---- | -------------------------- | -- | -- | -- | -- | -- | -- | -- | --- |
|  | 1.   | Gravina                    | 41 | 26 | 17 | 7  | 2  | 45 | 16 | +29 |
|  | 2.   | Prato Sport                | 39 | 26 | 15 | 9  | 2  | 48 | 18 | +30 |
|  | 3.   | Fiamma Bari                | 32 | 26 | 10 | 12 | 4  | 34 | 23 | +11 |
|  | 4.   | Spinaceto VIII Graf 3      | 31 | 26 | 13 | 5  | 8  | 32 | 25 | +7  |
|  | 5.   | Pistoiese                  | 30 | 26 | 12 | 6  | 8  | 45 | 29 | +16 |
|  | 6.   | Salernitana Montella Domus | 30 | 26 | 12 | 6  | 8  | 31 | 24 | +7  |
|  | 7.   | Porto Sant'Elpidio         | 29 | 26 | 10 | 9  | 7  | 34 | 27 | +7  |
|  | 8.   | Fiamma Roma                | 28 | 26 | 11 | 6  | 9  | 31 | 30 | +1  |
|  | 9.   | Arezzo                     | 27 | 26 | 8  | 11 | 7  | 24 | 17 | +7  |
|  | 10.  | ACF Perugia                | 27 | 26 | 9  | 9  | 8  | 33 | 29 | +4  |
|  | 11.  | Futura Ciampino            | 19 | 26 | 7  | 5  | 14 | 36 | 48 | -12 |
|  | 12.  | Spezia                     | 16 | 26 | 4  | 8  | 14 | 17 | 35 | -18 |
|  | 13.  | Real Frattese (-1)         | 9  | 26 | 4  | 2  | 20 | 14 | 54 | -40 |
|  | 14.  | Artglass Senigallia (-2)   | 3  | 26 | 1  | 3  | 22 | 11 | 60 | -49 |

Legenda:
      Promossa in Serie A
 Ammessa al play-off promozione
      Retrocessa in Serie C
Note:
Due punti a vittoria, uno a pareggio, zero a sconfitta.
L'Artglass Senigallia ha scontato 2 punti di penalizzazione per due rinunce.
La Real Frattese ha scontato 1 punto di penalizzazione per una rinuncia.
Il Prato Sport è stato successivamente ammesso in Serie A 1990-1991 a completamento organici.

## Spareggio promozione
Non essendo pari lo scambio promosse/retrocesse con la Serie A, per determinare la terza squadra promossa si disputò uno spareggio in campo neutro tra le seconde squadre classificate dei due gironi.
|                   | Risultati |             | Luogo e data              |
| ----------------- | --------- | ----------- | ------------------------- |
| Derthona Valmacca | 3 - 2     | Prato Sport | Correggio, 22 aprile 1990 |
|                   |           |             |                           |

## Verdetti finali
- Woman Sassari, Gravina Catania e Derthona Valmacca promosse in Serie A.
- Ambrosiana, Rossiglionese, Peschiera, Spezia, Real Frattese e Artglass Senigallia retrocesse nei rispettivi campionati regionali di Serie C.